# Закревське
Закре́вське — село в Україні, у Козелецькій селищній громаді Чернігівського району Чернігівської області. Населення становить 54 особи. До 2020 орган місцевого самоврядування — Олексіївщинська сільська рада.

## Історія
Хоча офіційною датою заснування є 1760 рік, Закров хутор (як і багато сусідніх поселень) було згадано в переписній книзі Малоросійського приказу (1666). Також наведено відомості про мешканця хутора: Костюк Іванов, у него 2 вола.
12 червня 2020 року, відповідно до розпорядження Кабінету Міністрів України № 730-р «Про визначення адміністративних центрів та затвердження територій територіальних громад Чернігівської області», увійшло до складу Козелецької селищної громади.
19 липня 2020 року, в результаті адміністративно - територіальної реформи та ліквідації Козелецького району, село увійшло до складу Чернігівського району Чернігівської області.

## Населення
1901 в селищі проживало 132 особи.

### Мова
Розподіл населення за рідною мовою за даними перепису 2001 року:
| Мова       | Кількість | Відсоток |
| ---------- | --------- | -------- |
| українська | 69        | 100%     |